# استریکس و اوبلیکس: خدا حافظ خاک بریتانیا
اَستِریکس و اُبِلیکس: خدا حافظ خاک بریتانیا (به انگلیسی: Asterix and Obelix: God Save Britannia) فیلمی محصول سال ۲۰۱۲ به کارگردانی لورانت تیرارد است. این فیلم براساس ماجراهای آستریکس می‌باشد در این فیلم ژرار دوپاردیو، ادوارد بائر، فابریس لوچینی، کاترین دنو، جرارد جاگنوت، ژان روشفور، والری لمرسیر، گیوم گالین و شارلوت ل بن، وینسنت لاکوست، دنی بون، بولی لنر بازی کردند.

## خلاصه داستان
ژولیوس سزار به بریتانیا و به جایی می‌رسد که ساکنان یک روستا شجاعانه در مقابل لژیون‌های او مقاومت می‌کنند. اما پس از مدتی شرایط بحرانی می‌شود به طوری که اهالی روستا امیدی به زنده ماندن ندارند. در همین زمان ژولیتوراکس یک فرد داوطلب را به سمت پسر عمویش آستریکس غول پیکر می‌فرستد تا یک بشکه از مادهٔ جادویی که آن‌ها را قهرمان کند بیاورند. و…
در این فیلم بیش از حد دربارهٔ «بریتانیا» اغراق شده است، سبک زندگی مردم بریتانیا شبیه سبک زندگی «قرن هجدهم» انگلیس تصویر سازی شده است
در حالی که داستان فیلم مثلاً در ۲۰۰۰ سال پیش (حکومت سزار) می‌گذرد که قطعاً مردم بریتانیا، در آن زمان مردمی وحشی و فاقد تمدن بوده‌اند.